# Hebecephalus discessus
Hebecephalus discessus är en insektsart som beskrevs av Van Duzee 1925. Hebecephalus discessus ingår i släktet Hebecephalus och familjen dvärgstritar. Inga underarter finns listade i Catalogue of Life.